# Stelle principali della costellazione dell'Aquario
Segue un prospetto delle stelle principali della costellazione dell'Aquario, elencate per magnitudine decrescente.